# Extrakunia jocosa
Extrakunia jocosa är en fjärilsart som beskrevs av Achille Guenée 1852. Extrakunia jocosa ingår i släktet Extrakunia och familjen nattflyn. Inga underarter finns listade i Catalogue of Life.